# 方念萱
方念萱（1964年5月11日—）。國立政治大學歷史系學士、新聞研究所碩士，紐約州立大學水牛城分校傳播研究所博士。現任國立政治大學傳播學院新聞學系副教授。方念萱妹妹方念華為台灣知名主播。
方念萱研究專長為性別與科技、科技與社會(STS)和數位典藏。